# Vœuil-et-Giget
 Vœuil-et-Giget  es una población y comuna francesa, en la región de Poitou-Charentes, departamento de Charente, en el distrito de Angoulême y cantón de La Couronne.

## Demografía
| 692 | 744 | 918 | 1009 | 1344 | 1436 |
| Para los censos de 1962 a 1999 la población legal corresponde a la población sin duplicidades (Fuente: INSEE [Consultar]) |     |     |      |      |      |